# هلنا ایگن
هلنا ایگن (انگلیسی: Helena Eagan) که با نام هلی آر نیز شناخته می‌شود، یک شخصیت خیالی در سریال تلویزیونی جداسازی در اپل تی‌وی+ است. او توسط بریت لاور به تصویر کشیده شده است. هلنا دختر مدیرعامل کنونی لومن و وارث آینده این شرکت است و در طبقه جداسازی شدگان «هلی آر» نامیده می‌شود. او از همان ابتدای ورود علیه شرکت شورش می‌کند، غافل از اینکه خودش دختر مدیرعامل است و در موقعیت بالایی در شرکت لومن قرار دارد. او چندین تلاش برای ترک دائمی طبقه جداسازی شده انجام می‌دهد، از جمله اقدام به خودکشی اما موفق نمی‌شود.

## دربارهٔ شخصیت
هلنا از نوادگان کییر ایگان، بنیان‌گذار شرکت لومون است و با پدرش، جیم ایگان، مدیر عامل شرکت لومون، بزرگ شده است. او که به شرکت لومن به شدت وفادار بود، تصمیم گرفت که مراحل پایانی کار را شخصاً انجام دهد. او بدون هیچ خاطره ای از جهان بیرون در طبقه جداسازی شدگان بر روی یک میز از خواب بیدار می‌شود و از همان ابتدا از کار کردن به عنوان یک کارمند جداسازی شده بیزار است و حتی با یک شی سخت به مارک اسکات آسیب می‌زند. او که در طبقه جداسازی شدگان «هلی آر» نامیده می‌شود، علیه شرکت شورش می‌کند، غافل از اینکه خودش دختر مدیرعامل است و در موقعیت بالایی در شرکت قرار دارد. او چندین تلاش برای ترک دائمی طبقه جداسازی شده انجام می‌دهد، از جمله اقدام به خودکشی. پس از چندین تلاش مخرب هلی آر، شخصیت او در دنیای بیرون یعنی هلنا ایگن تصمیم می‌گیرد تا تراشه قطع شده خود را مسدود کند و از این طریق خاطرات شخصی خود را در طبقه جدا شده به یاد بیاورد در حالی که در مقابل همکارانش وانمود می‌کند همه چیز عادی است و او فقط خاطرات کاری خود را به عنوان «هلی آر» به خاطر میاورد. در نهایت این فریبکاری توسط همکارش اروینگ بلیف کشف می‌شود، بلیف سعی می‌کند هلنا ایگن را غرق کند و تا زمانی که مافوق آنها میلچک کرد موافقت می‌کند تراشه هلی آر را دوباره فعال کند. قبل این حادثه او به مارک اسکات بسیار نزدیک شده و آنها شب را با یکدیگر در یک چادر می‌گذرانند. بعد از بازگشت هلی آر از طریق فعالسازی تراشه، او و مارک اسکات همچنان به تلاش خود براای پیدا کردن جما اسکات ادامه می‌دهند. او به یک نقاشی ترسیم شده توسط اروینگ بلیف دست پیدا می‌کند که در آن یک راهروی سیاه با چراغی قرمز ترسیم شده است و آدرس دقیق آن در ساختمان لومن ذکر شده است، هلی آر تصمیم می‌گیرد به دنبال آن راهرو بگردد.

## توسعه
به گفته اریکسون، ایده هلی آر ایگان بودن چیزی بود که در اتاق نویسندگان مطرح شد و به گفته اریکسون، «وقتی این ایده مطرح شد، خیلی جالب به نظر می‌رسید و آنها تصمیم گرفتند گسترشش دهند.» اریکسون توضیح داد: «کابوس نهایی برای شخصی مانند هلی چیست؟ جواب این سؤال این است که بفهمید شیطان خود شما هستید. اینکه مارک، یا میلچیک یا کوبل شما را به زور در اینجا نگه نمی‌دارند، بلکه این خود شما بودید که چنین تصمیمی گرفتید. و نه تنها این، بلکه این خود شما هستید که همه را اینجا نگه می‌دارید. فکر کردن در مورد اینکه چگونه می‌تواند بر شخصیت بیرونی خود تأثیر بگذارد بسیار جذاب بود.» بریت لور بازیگر نقش هلی در مورد فراموشی تحقیق زیادی کرد تا بتواند بهتر دربارهٔ «تجربه عاطفی فراموش کردن بخش‌هایی از زندگی‌تان که شما را آن‌طور که هستید شکل داده» بیاموزد.

## واکنش‌ها و جوایز
مایکل والش از نشریه نردیست هر دو نسخه این شخصیت را به‌عنوان «به دام افتاده» توصیف کرد، و نوشت که اگرچه ایگان در فصل ۱ به کاراکتر داخلی خود گفت که او یک شخص واقعی است و شخصیت داخلی اینطور نیست، اما در واقع زمانی که هلنا فیلم امنیتی هلی را در حال بوسیدن مارک تماشا کرد، دیدیم که هلنا متوجه شد که همه چیز در واقع برعکس است.
هلی آر یک شخص است. [...] او ممکن است در طبقه جدا شده لومون به دام افتاده باشد، اما او آزاد است که خودش باشد. [...] هلنا، با این حال، حتی یک شخص نیست. او چیزی نیست جز ابزاری که بدون دغدغه توسط یک شرکت جهانی استفاده می‌شود. او به قدری در خدمت لومون است که اجازه داد شرکت ذهنش را به دو قسمت شخصیت داخلی و شخصیت خارجی تقسیم کند.
لور بابت این نقش برنده جایزه انجمن منتقدان هالیوود و نامزد جایزه ساترن جایزه انجمن بازیگران فیلم شده است.